# Pico☆Pico
『Pico☆Pico』（ピコピコ）は、衛藤ヒロユキによるギャグ漫画作品。みのり書房の『ゲームプレイヤーコミックス』と、エニックス（現スクウェア・エニックス）の『月刊少年ギャグ王』の2誌に連載されていたが、両者に直接的な内容のつながりはない。

## ゲームプレイヤーコミックス版
- 1992年連載
- 正式なタイトルは「FANTASY CPU Pico☆Pico」

2008年 デイジー星グルグル区 RPG小学校の小学生の話。
1000年に一度の「光の年」に生まれた「光の子」達の活躍を描く。
主な登場人物は「メガ」「ピコ」「ナノ」「ミリ」、彼らは魔王を倒すための4人のパーティー。
絵柄は『魔法陣グルグル』の初期のものと似ている。
4話まで描かれたが、雑誌が休刊になったためにそこで連載終了。
『魔法陣グルグルランド』（絶版）に1〜3話が収録されている。

## 月刊少年ギャグ王版
- 1994年連載

3006年 デイジー星 RPG小学校の小学生の話。
前作同様、1000年に一度の「光の年」に生まれた「光の子」達の活躍を描く。
主な登場人物は「電導寺（でんどうじ）メガ」「セクタノヒメ桃儀（ももぎ）」「利直原（りすくばら）ナノ」「愛椎（あいしい）ミリ」＋「男一代（おとこ-いちだい）」。
単行本一巻（絶版）。途中で連載を中断しており、前後で絵柄が少し変わっている。
この時代には前作の「ピコ」が伝説となっており、第7話で絵がでてくる。コミックスは巻末に4コマ漫画が2本と短編作品「てくのこ☆きゅんきゅん」を収録。